# Schronisko przy Źródle
 Schronisko przy Źródle – schronisko w Dolinie Mnikowskiej we wsi Mników, w województwie małopolskim, w powiecie krakowskim, w gminie Liszki. Pod względem geograficznym znajduje się na Garbie Tenczyńskim na południowym skraju Wyżyny Krakowsko- Częstochowskiej.

## Opis obiektu
Schronisko znajduje się w orograficznie lewym zboczu Doliny Mnikowskiej, w pierwszej na południe skale za Źródłem w Dolinie Mnikowskiej. Jego otwór o południowej ekspozycji znajduje się na wysokości około 5 m i jest widoczny ze ścieżki prowadzącej dnem Doliny Mnikowskiej. Ma wysokość około 1 m i szerokość 2 m. Ciągnie się za nim niski korytarzyk o szerokości do 2 m, w głębi coraz ciaśniejszy. W jego dnie jest rynna denna.
Schronisko powstało w warunkach freatycznych w wapieniach pochodzących z jury późnej. Ma na ścianach nacieki w postaci grzybków. Namulisko ubogie, składające się z gliny zmieszanej z gruzem wapiennym. Schronisko jest suche i widne. Na ścianach przy otworze rozwijają się glony.
Dokumentację schroniska (w tym jego plan) opracował  A. Górny w listopadzie 1999 r.
W rezerwatach przyrody obowiązuje zakaz zwiedzania jaskiń.

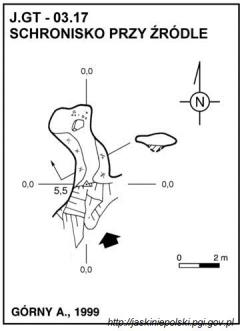
Plan schroniska